# Sveriges sjömanshusmuseum

Sveriges sjömanshusmuseum är de sjöfarandes arbetslivsmuseum och landets enda bevarade mönstringshus för sjöfolk. Museet visar också en krigsseglarutställning och utställningar om rederier och livet ombord. 
Huset som museet ligger i byggdes i Uddevalla år 1810, och 1864 togs huset över som kontor och bostad till skeppsombudsmannen. Numera ägs huset av Stiftelsen Sveriges Sjömanshusmuseum.